# 対魔忍GOGO!
『対魔忍GOGO!』は、株式会社Gremoryより配信・運営されていたスマートフォン（iOS / Android）向けゲームアプリ。「対魔忍シリーズ」の一作で、通算20作目となる。
2022年9月5日に本アプリのティーザーサイトおよびPVが発表され、同月12日より公式サイトがオープン。当初は11月中の配信を予定していたが、「クオリティのさらなるブラッシュアップ」を理由に配信時期が見直され、翌2023年の5月16日にサービスを開始した。
シリーズ作品の中では初となる「異世界転生」ものであり、現代の日本に暮らす主人公が対魔忍のゲーム世界に転生してしまい、そこで対魔忍として戦う羽目になる内容となっている。また、キャラクターデザインも過去のシリーズ作品とは打って変わり、デフォルメのきいたポップなデザインが採用されている。
この他、本アプリのローンチ時には、主人公を含む主要キャラに加え、シリーズの主要キャラである井河アサギと井河さくらがプレイアブルキャラクターとして実装されており、のちに『対魔忍ユキカゼ』より水城ゆきかぜと秋山凜子、『対魔忍 紅』より心願寺紅もそれぞれプレイアブルキャラクターとして実装されている。
2024年1月26日をもってサービスを終了した。

## あらすじ
大卒のフリーターとして仕事を探す日々を送っていた大真しのぶは、交通事故に遭ったことで対魔忍のゲーム世界に転生する。そこで彼女は対魔忍を目指す少女たちと共に対魔忍養成機関・五車学園の生徒としての日々を送りつつ、対魔忍になるのを避けるため、この世界から抜け出す方法を探すことになる

## 世界観
本作で主人公が転生する対魔忍のゲーム世界は、シリーズ第1作『対魔忍アサギ』での事件から10年が経った世界である。事件の後、敵対勢力であった魔族が人間の文化に興味を持ち始めたことを機に両者の関係が緩和。日本政府と魔族の間で友好条約が結ばれ、五車学園には魔族と人間双方が通うことができるようになっている。また、『対魔忍アサギ』に登場する組織であるノマドは実質的に解散状態にある他、日本・中華連合・米連の相互交流が盛んになっている。

## 登場人物

### 主要キャラクター
大真しのぶ（おおま -）
声 - 古賀葵
- 初期プレイアブルキャラクター。

本作の主人公。現代の日本では大卒のフリーターとして生活していた。かつてはクラス委員長を務めるほど品行方正な優等生だったが、大学入学後、「良い子」でい続けるストレスから成人向けのPCゲームに手を出し、オタクとなった。交通事故に遭ったのをきっかけに対魔忍のゲーム世界に転生し、なし崩し的に対魔忍に認定されたことで五車学園の生徒となる。優等生だったこともあり性格は真面目で、オタクな自分にコンプレックスを抱いているが、反面、窮地に陥った際は他人を犠牲にすることを厭わない利己主義者でもある。一般的な素養はあるため、他の対魔忍の行動に対してツッコミを入れている一方で、何かの拍子に敵に捕まり凌辱されるのではないかと常に怯えている。
田中稲（たなか いね）
声 - 遠野ひかる
- 初期プレイアブルキャラクター。

対魔槍炎術（たいまそうえんじゅつ）の宗家である田中宗家の一人娘。しのぶとは同級生であると同時に同好の士の関係にある。実家では厳格な両親のもとで、槍術をはじめ、茶道・華道・舞踊など様々な教育を受けて育っており、そのためか世間の俗事には疎いところがある。幼少期に誘拐事件に遭った際、対魔忍に救出されたことで対魔忍の狂信的な信者となり、その後は学園長のアサギに直接詰め寄り五車学園への入学を勝ち取っている（実は彼女を助けた対魔忍の正体はアサギなのだが、本人はそのことに気づいていない）。普段はおしとやかな性格だが、対魔忍に対しては狂気にも似た反応を示す。
細川弾丸子（ほそかわ たまこ）
声 - 田中美海
- 初期プレイアブルキャラクター。

米連からの交換留学生で、しのぶの同級生。爆破工作をはじめとする工兵技能のエキスパートだが、おっちょこちょいな性格が災いしてかケアレスミスが非常に多く、教師からの評価も低い。常に爆発物を持ち歩いており、戦闘時にはそれを使って戦うスタイルを取っているが、日常生活においてちょくちょく爆発させることがある。
リ・ウータオ
声 - 村瀬迪与
中華連合出身のしのぶの同級生で、マッドサイエンティスト気味の天才技術者。科学者の両親のもとに生まれ育ち、弱冠12歳でクローン技術や軍事兵器の研究に着手。それらの研究は、中華連合の技術レベルを一段階上昇させたと言われている。母国の外の技術、特に「対魔忍」の身体能力の秘密や、彼女たちが持つ忍術の力に興味を持ち、五車学園に入学した。データに基づいて行動するデータ信奉主義者だが、予想外の事態には弱く、直面するとすぐに心が折れてしまう。
エスメラルダ
声 - 紡木吏佐
魔界から留学生としてやってきたオーガ族の少女で、しのぶの同級生。家柄の古い上級魔族の家の出であり、両親の勧めで五車学園に入学してきた。子供の頃から人間界の文化、特にインターネットの偏った情報に慣れ親しんで育ったため、それらの影響を受けている節がある。しのぶ同様にオタク気質だが、極度の口下手である分、感情が昂ぶるとつい手が先に出てしまう。戦闘では大きな手甲を両腕に嵌め、拳を振り回して暴れまくるスタイルを取っている。

### 五車学園
井河アサギ（いがわ -）
声 - 渡部紗弓
- 対魔忍シリーズの主要キャラクター。

対魔忍を率いる総隊長にして、五車学園の校長。最強の対魔忍として知られているものの、難しい言葉を苦手としており、言語能力に弱冠の難が見られる。
井河さくら（いがわ -）
声 - 里山葉亜都
- 対魔忍シリーズの主要キャラクター。

井河アサギの妹であり、五車学園の教師兼校長代理。かつて現役の対魔忍として活躍したのち、その能力を買われて現職に就くことになった。基本的には暴れることが好きなため、一度戦い始めると歯止めが利かなくなってしまう。
エドウィン・ブラック
声 - 堀内賢雄
- 対魔忍シリーズの主要キャラクター。

犯罪組織ノマドを率いていたヴァンパイア。ノマドの実質的な解散により、現在は五車学園の教師となっている。しのぶの担任でもある。
水城ゆきかぜ（みずき -）
声 - 神戸結衣
- 『対魔忍ユキカゼ』の主要キャラクター。2023年7月4日に追加実装。

しのぶの同級生。対魔忍としての能力が高く成績も優秀だが、それ故にプライドが高く、中二病的な発言や狂気を感じさせる立ち振る舞いが多々目立つ。
祭屋花火（まつりや はなび）
声 - 若井友希
- 2023年8月1日に追加実装。

しのぶの同級生。古くから花火を生業とする祭屋宗家の娘で、稲とは幼馴染。ワイルドで喧嘩っ早い性格を持つ男勝りな少女で、女の子扱いされることが苦手。「火事と喧嘩は江戸の花」が座右の銘で魔族との戦いとなると真っ先に先陣を切る。
アデライド
声 - 加隈亜衣
- 2023年10月4日に追加実装。

ノマド出身の貴族を両親に持つヴァンパイアの少女でエスメラルダと同じ魔界からの留学生。幼少時より両親から貴族としての厳しい教育を受けており、魔界では「秀才」と呼ばれていた。自身よりも成績優秀なエスメラルダをライバル視しており、常に嫌味を言っている。性格は典型的なお嬢様気質でプライドも高い一方、泣き虫でポンコツな一面も併せ持っている。ヴァンパイアではあるものの、本人は「生臭い」という理由から血は飲めない。
秋山凛子（あきやま りんこ）
声 - 里美花
- 『対魔忍ユキカゼ』の主要キャラクター。2023年11月1日に追加実装。

五車学園の上級生。学園内ではエリート対魔忍としてファンクラブができるほどの人気を誇っている。自らを知的な性格だと思っているが、実際はポンコツかつ「脳筋」な性格であり、どんな危険な実戦演習でも実力で成功させてしまうことから、指導を受ける後輩たちからは恐れられている。また、「対魔忍は強く、美しくあるべき」という自身の信念を表すために、口にバラをくわえている。
心願寺紅（しんがんじ くれない）
声 - 櫻井菜々絵
- 『対魔忍 紅』の主要キャラクター。2023年9月6日に追加実装。

五車学園の武装風紀委員。ブラックの実の娘であり、自らもヴァンパイアの血を引いている。正義感が強く、学園の秩序を乱す者には厳しい態度を取っているが、それはかつてノマドを率いていた父を意識しての反抗心からでもある。しかしその反面、うっかり屋で勘違いが多く、考えるより先に行動してしまうため、他の生徒たちはたとえ勘違いであっても彼女に目を付けられることを恐れている。

### ノマド残党
朧（おぼろ）
声 - 氷青
ノマドに与していた元対魔忍で、現在もオーク等の魔物を率いて対魔忍と敵対している。ブラックとは上官と部下の関係にあった。

## テーマソング
『Ka☆Ku☆Go お命ちょーだい!』
歌：大真しのぶ(CV:古賀葵)、細川弾丸子(CV:田中美海)、田中稲(CV:遠野ひかる)、 リ・ウータオ(CV:村瀬迪与)、エスメラルダ(CV:紡木吏佐)

## Webコミック
2022年に本アプリのリリースが延期された後、2023年3月31日にプロジェクト再始動の第1弾として、めちゃコミックにて連載がスタートした。全18話。

## 他作品とのコラボレーション
真・一騎当千
2023年6月1日から6月14日までコラボイベントが開催。孫権仲謀（声：大橋彩香）と孫策伯符（声：浅野真澄）がプレイアブルキャラクターとして実装された。

## 問題
2022年11月11日、App Storeにて本アプリの開発中バージョンが一時的に公開され、事前登録していたユーザーの端末に自動でインストールされるという問題が発生した。その後運営チームより、インストールされた開発中バージョンは削除し、事前登録しているユーザーには再度事前登録をお願いする旨の告知がなされた。